# De Levende Natuur
De Levende Natuur is een Nederlands-Belgisch tijdschrift voor veldbiologie. Het werd in 1896 opgericht door Eli Heimans, Jac. P. Thijsse en Jasper Jaspers jr. en had toen als ondertitel Tijdschrift voor natuursport. Het publiceert resultaten van wetenschappelijk onderzoek en beschouwingen over natuurbescherming, natuurbeleid en natuurbeheer. Het blad wordt uitgegeven door een gelijknamige stichting, die wordt gedragen door enkele natuurorganisaties, in het bijzonder Natuurmonumenten, Staatsbosbeheer en LandschappenNL. Het blad verschijnt 6 keer per jaar.

## Geschiedenis
Reeds in 1893 had Heimans als natuuronderwijzer te Amsterdam het boek De levende natuur: handleiding bij het onderwijs in de kennis van planten en dieren op de lagere school, in het bijzonder voor groote steden uitgegeven bij Versluys. Thijsse, eveneens een Amsterdams natuuronderwijzer, las het boek en ontmoette Heimans nog datzelfde jaar. De interacties tussen Heimans en Thijsse leidden tot een jarenlange, zeer productieve samenwerking die heeft geleid tot het zogeheten 'Biologisch Reveil' in Nederland. Van 1894 tot 1901 publiceerden Heimans en Thijsse samen meerdere boeken in de reeks Van vlinders, bloemen en vogels, gebaseerd op hun gezamenlijke natuurexcursies in de omgeving van Amsterdam, alsmede Heimans, Heinsius en Thijsse's geïllustreerde flora van Nederland in 1899. Het in 1896 opgerichte tijdschrift De Levende Natuur werd 'de bron, de basis en het brandpunt van de veldbiologische activiteit in Nederland'.
Het blad begon als een Nederlands blad voor natuurliefhebbers en natuuronderzoekers. Het besteedde aandacht aan natuurlijke historie en allerlei natuurverschijnselen, en publiceerde waarnemingen aan flora en fauna. Daarnaast kwam het nieuwe fenomeen natuurbescherming aan de orde. Het blad was nauw verbonden met de organisatie voor veldbiologie KNNV en werd uitgegeven door uitgeverij Versluys. Later gaf de KNNV een eigen blad uit, Natura. De preparateur van Artis, Paul Steenhuizen, vriend van Heimans en Thijsse, plaatste in 1897 de eerste in Nederland gemaakte foto van een groep opgezette vogels in het blad, en daarna nog andere. Fotografie van levende dieren was wegens de lange sluitertijd toen nog niet mogelijk. 
Heimans en Thijsse bleven samen De Levende Natuur redigeren, maar na 1901 hebben zij geen gezamenlijke boeken meer gepubliceerd; om verschillende redenen bekoelde hun vriendschap na 8 jaren productieve biologische samenwerking. Nadat in 1914 plotseling Eli Heimans was overleden en in de redactie was opgevolgd door zijn zoon Jacob Heimans, werd het blad steeds wetenschappelijker van aard. Daarnaast kwam er meer belangstelling voor natuurbescherming.
Gedurende de Tweede Wereldoorlog verscheen het blad enige jaren niet. Na het overlijden van Thijsse in januari 1945 traden Niko Tinbergen en Jan Wilcke toe tot de redactie (waar toen alleen Jacob Heimans nog in zat); de publicatie van De Levende Natuur hervatte in december 1946. Vanaf januari 1947 kreeg het als ondertitel: Nederlands tijdschrift voor veldbiologie. Het schonk aandacht aan talloze biologische soortgroepen, met name vogels, insecten, vissen, zoogdieren, spinnen, reptielen, planten en paddenstoelen.

## Ecologie en natuurbeheer
Toen Jacob Heimans in 1978 overleed, leek dit het einde voor het blad te worden. Het duurde tot 1984 voordat weer een levensvatbare vorm voor het tijdschrift werd gevonden. Er kwam meer aandacht voor natuurbeheer, inclusief natuurontwikkeling. Ook de ontwikkelingen die invloed hebben op de levende natuur zoals verdroging, verzuring, milieuvervuiling en klimaatverandering kwamen vaker aan bod. Daarnaast publiceerde het meer uitkomsten van ecologische studies, bijvoorbeeld over de gevolgen van de ecologische hoofdstructuur en herstelbeheer.
In de loop der jaren kwamen er verwante tijdschriften die zich meer exclusief richtten op de bestudering van vogels, insecten, planten, landschap of natuurbeheer. Voorbeelden daarvan zijn Landschap en Natuur & Landschap. De Levende Natuur bleef aan al deze onderwerpen aandacht besteden, maar de doelstelling verschoof iets. Het zegt zich ten doel te stellen 'de kennisoverdracht te bevorderen op het gebied van natuurbehoud, natuurbeheer en relevante natuurbeleidsontwikkelingen in Nederland en Vlaanderen'.